# Championnat d'Irlande de football 1909-1910
Navigation
Édition précédente Édition suivante
Le vingtième championnat d'Irlande de football se déroule en 1909-1910. 
Cliftonville FC remporte son deuxième titre de champion d’Irlande. 
Il n’y a pas de système de promotion/relégation organisé cette année. Toutes les équipes participant au championnat sont maintenues quel que soit le résultat.

## Les 8 clubs participants
- Belfast Celtic
- Bohemian FC
- Cliftonville FC
- Derry Celtic
- Distillery FC
- Glentoran FC
- Linfield FC
- Shelbourne FC

## Classement
| Rang | Équipe          | Pts | J  | G | N | P | Bp | Bc | Diff |
| ---- | --------------- | --- | -- | - | - | - | -- | -- | ---- |
| 1    | Cliftonville FC | 20  | 14 | 8 | 4 | 2 | 25 | 15 | +10  |
| 2    | Belfast Celtic  | 18  | 14 | 9 | 0 | 5 | 25 | 13 | +12  |
| 3    | Linfield FC     | 15  | 14 | 5 | 5 | 4 | 19 | 20 | -1   |
| 4    | Distillery FC   | 13  | 14 | 5 | 3 | 6 | 14 | 13 | +1   |
| 5    | Derry Celtic    | 13  | 14 | 4 | 5 | 5 | 19 | 21 | -2   |
| 6    | Bohemian FC     | 11  | 14 | 4 | 3 | 7 | 20 | 31 | -11  |
| 7    | Glentoran FC    | 11  | 14 | 5 | 1 | 8 | 23 | 23 | 0    |
| 8    | Shelbourne FC   | 11  | 14 | 2 | 7 | 5 | 15 | 24 | -9   |

|  | Champion d'Irlande |
|  | Relégation         |

## Bilan de la saison
| Tableau d'Honneur                 |                 |
| Compétition                       | Vainqueur       |
| Championnat d'Irlande de football | Cliftonville FC |
| Coupe d'Irlande de football       | Distillery FC   |

| Promotions et relégations |       |
| Relégués                  | Aucun |
| Promus                    | Aucun |